# La Haine
La Haine és una pel·lícula francesa emblemàtica sobre els barris perifèrics francesos (banlieue) dirigida per Mathieu Kassovitz i estrenada el 1995.

## Argument
El relat es desenvolupa l'endemà d'una nit de motins que enfronta els joves i la policia a Chanteloup-les-Vignes (Illa de França); aquests aixecaments havien estat provocats per un error d'un inspector de polícia que havia ferit Abdel Ichaha, un jove de la ciutat, en una detenció preventiva. Es segueixen les peripècies de tres joves amics d'Abdel Ichaha. Vinz, de temperament violent, té set de venjança en nom d'Abdel. Hubert, as de la boxa i camell d'haixix, no pensa més que anar-se'n de la ciutat per a una vida millor i es nega a provocar la policia. Saïd té un paper de mediador.

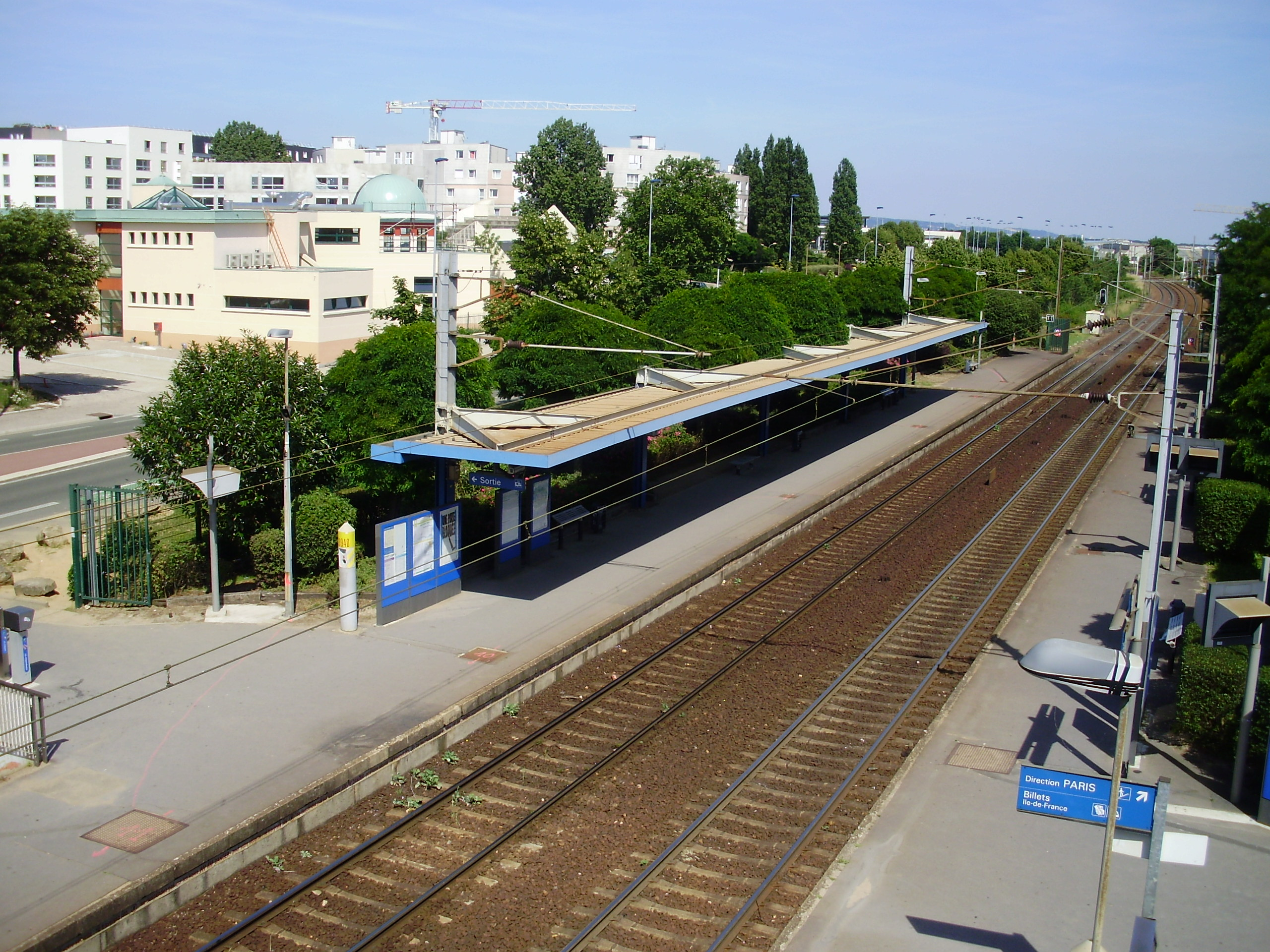
Estació de Chanteloup-les-Vignes, on es desenvolupa la meitat de la pel·lícula.

S'estén a la ciutat la notícia que un policia ha perdut la seva arma durant la nit dels altercats. Hom s'assabenta molt de pressa que Vinz la va trobar i que pensa fer-ne ús per matar un policia en el cas que Abdel Ichaha no es despertés del coma en el qual es troba. Hubert ho desaprova. L'ús de la pistola és un leitmotiv: Vinz el guarda permanentment al seu pantaló, desembeinant-lo a tort i a dret, atraient constantment les esbroncades d'Hubert.
L'essència del relat s'estén sobre una sola jornada: la jornada més important de la vida dels tres joves. Els protagonistes se'n van de la seva ciutat cap a París, per tal de trobar "Astérix", que deu 50 francs a Saïd. La policia els atura i Hubert i Saïd són detinguts, mentre que Vinz fuig. Els dos joves són objecte d'un interrogatori amb vexacions i ús de la força, abans de ser deixats anar. Troben Vinz i passen la nit a París, esperant el primer tren matinal per tornar als Muguets. A trenc d'alba, s'assabenten que Abdel Ichaha és mort. Vinz renuncia tanmateix a la pistola, que confia a Hubert.
La pel·lícula s'acaba en un últim gir de la situació que forçarà Hubert a fer ús de l'arma.

## Repartiment
- Vincent Cassel: Vinz
- Hubert Koundé: Hubert
- Saïd Taghmaoui: Saïd
- Abdel Ahmed Ghili: Abdel
- Solo: Santo
- Joseph Momo: Tipus ordinari
- Héloïse Rauth: Sarah
- Rywka Wajsbrot: Àvia de Vincent
- Olga Abrego: Tia de Vincent
- Laurent Labasse: Cuiner
- Choukri Gabteni: Germà de Saïd
- Nabil Ben Mhamed: Bromista
- Benoît Magimel: Benoît
- Medard Niang: Médard
- Arash Mansour: Arash
- Abdel-Moulah Boujdouni: Jove home de negocis
- Mathilde Vitry: la periodista que es mor de fred
- Christian Moro: Periodista TV CRS
- JiBi: el noi opulent
- Edouard Montoute: Darty
- Félicité Wouassi: la mare de Hubert
- Fatou Thioune: la germana d'Hubert
- Thang-Long: el carnisser
- Cut Killer: el DJ
- Sabrina Houicha: la germana de Saïd
- Sandor Weitmann: l'home que s'assembla a Vinz
- François Levantal: Astèrix
- Julie Mauduech: una noia a la galeria d'art
- Karin Viard: una noia a la galeria d'art
- Christophe Rossignon: taxista
- Mathieu Kassovitz: l'skin que és estomacat
- Anthony Souter: un des skins
- Florent Lavandeira: un dels skins
- Teddy Marques: un dels skins
- Samir Khelif: un dels skins
- Tadek Lokcinski: senyor als labavos
- Virginia Montel: SDF al metro
- Andrée Damant: la portera
- Marcel Marondo: vident
- Karim Belkhadra: Samir
- Eric Pujol: l'ajudant policiac
- Philippe Nahon: el cap de la polícia
- Sébastien Tavel: Oficial de polícia a l'hospital
- François Toumarkine: Oficial de polícia a l'hospital
- José-Philippe Dalmat: Oficial de polícia a l'hospital
- Zinedine Soualem: Oficial de polícia que maltracta Saïd i Hubert
- Bernie Bonvoisin: Ajudant de polícia que maltracta Saïd i Hubert
- Cyril Ancelin: Ajudant de polícia que maltracta Saïd i Hubert
- Patrick Médioni: CRS
- Peter Kassovitz: l'amo de la galeria d'art
- Marc Duret: l'inspector "Notre Dame"

## Comentaris
La pel·lícula posa en escena la vida de joves dels afores i el seu odi cap a les forces de manteniment de l'ordre, que va ser origen d'un debat en relació amb la seva influència, en tant que obra cinematogràfica, a la societat.
El context vinculat a l'estrena d'aquesta pel·lícula era continuació de quinze anys de disturbis creixents a zones urbanes perifèriques, que han frapat considerablement l'opinió pública i han modificat la seva percepció. La mort de Malik Oussekine és citada a la pel·lícula.
La pel·lícula ha estat rodada en color, però ha estat passada al blanc i negre en el muntatge. En cas de no tenir èxit, seria reestrenada en color. El guió té l'estructura d'una tragèdia; dues característiques que donen una visió clàssica a un assumpte que habitualment és relegat a les notícies de la televisió. La retallada de les escenes que marquen l'hora contribueix a la intensitat dramàtica, i suggereix la impressió que mai són deixats en pau sigui l'hora que sigui.
Cada personatge representa una minoria religiosa o ètnica de la societat francesa: un jueu (Vinz), un magribí (Saïd) i un negre (Hubert). L'amistat del trio simbolitza l'assumpte de la pel·lícula: la condició de les persones relegades en les ciutats.
La retallada en tres moviments estructura igualment l'evolució dramàtica; vistes de la ciutat l'endemà d'una nit de violència, seguides d'una nit blanca en el centre de París on el trio s'enfronta a diverses situacions portant a la percepció del menyspreu. La tercera part és un desenllaç en el sentit d'aquest descens gradual, justificant el seu aspecte inexorable. La pel·lícula és igualment tallada en "capítols", anunciats per un rellotge que indica l'hora de cada escena-clau.
Aquesta pel·lícula s'inspiraden la història de Makomé M'Bowolé, mort d'un tret al cap per un policia en la seva detenció preventiva en el districte XVIII de París el 1993.
Al voltant de la pel·lícula
- Com té per costum, Christophe Rossignon, el productor de les pel·lícules de Mathieu Kassovitz té un petit paper de taxista.
- El realitzador Mathieu Kassovitz hi apareix en un cameo en el paper del cap rapat que, en el transcurs d'una baralla, es troba de cara al canó del revòlver de Vinz en una escena on tot pot donar un tomb, trobant-se aquest personatge de cara a les contradiccions vinculades a la violència.
- La pel·lícula va tenir un èxit comercial important i va provocar una controvèrsia a França en relació amb el seu punt de vista sobre la violència urbana i la brutalitat policial. El primer ministre de llavors, Alain Juppé, hauria organitzat –segons els rumors- una projecció especial de la pel·lícula demanant als membres del seu ministeri que hi assisteixin; els agents de policia presents s'haurien girat d'esquena a la projecció en senyal de protesta per la brutalitat policíaca present a la pel·lícula.
- En relació amb el guió de la pel·lícula, el realitzador Mathieu Kassovitz ha indicat al seu lloc web que la pel·lícula Z de Costa-Gavras havia estat un dels fonaments de la Haine.
- Els realitzadors Lukas Moodysson i Tian Zhuang-Zhuang es va col·locar respectivament en el 4t i 7è lloc a la classificació Sight and Sound Poll.[5]
- En algunes de les versions doblades, el nom Astèrix, al·lusió al còmic Astèrix el gal, és reemplaçat per Snoopy, al·lusió als Peanuts més conegut al món anglosaxó.
- La pel·lícula ha introduït en el llenguatge popular expressions com Una petita ratlla de coca ? o Black Bombay.
- El 2008 la pel·lícula és difosa a La Cadena parlamentària com a documental.

## Premis i nominacions

### Premis
- Festival de Cannes 1995 - Premi de la posada en escena: Mathieu Kassovitz
- César a la millor pel·lícula
- César al millor productor: Christophe Rossignon
- César al millor muntatge: Mathieu Kassovitz, Scott Stevenson

### Nominacions
- César al millor actor - Vincent Cassel
- César a la millore fotografia - Pierre Aïm
- César al millor director - Mathieu Kassovitz
- César al millor so - Dominique Dalmasso, Vincent Tulli
- César al millor guió original o adaptació - Mathieu Kassovitz
- César a la millor esperança masculina - Vincent Cassel
- César a la millor esperança masculina - Hubert Koundé
- César a la millor esperança masculina - Saïd Taghmaoui